# Ismail El Gizouli
Ismail Abdel Rahim El Gizouli (Sudan, ...) è un dirigente pubblico sudanese.

## Biografia
Ismail Abdel Rahim El Gizouli ha studiato fisica e matematica presso l'Università di Khartoum, ove ha ottenuto il baccalaureato in scienze. Ha studiato quindi nel Regno Unito presso l'Università di Aston a Birmingham, ove ottenne il titolo di MA in Ricerca operativa e Statistica.
S'impiegò quindi nel Ministero dell'Industria sudanese nel 1971. Nel 1980 fu nominato capo della sezione Sistemi Informatici del Ministero dell'Energia e delle Miniere, quindi divenne direttore dell'Amministrazione Nazionale dell'Energia, carica che ricoprì dal 1988 al 1992. Egli ha lavorato anche come consulente indipendente per varie organizzazioni quali la Banca africana di sviluppo, l'UNEP e per la Banca Mondiale e nel 1998 entrò nell'Higher Council for Environment and Natural Resources of Sudan, ove costituì il collegamento fra il Governo sudanese e le Nazioni Unite (UNDP) per progetti congiunti relativi al cambiamento climatico.
Dal 2002 Gizouli entrò a far parte dell'IPCC, dapprima come vice presidente del Gruppo di lavoro III (mitigazione dei cambiamenti climatici, cioè della riduzione delle emissioni di gas a effetto serra), quindi come vice presidente dell'IPCC stesso con effetto dall'ottobre 2010.
Egli contribuì alla stesura del Quarto rapporto di valutazione ed alla sua sintesi. Parimenti, come facente parte di una delle posizioni direttive dell'IPCC, è stato anche Vice Presidente del Facilitative Branch del Compliance Committee dell'UNFCCC tra il 2005 e il 2007 e funse da Co-presidente di questo Comitato dal 2007 al 2009.
A seguito delle accuse di molestie sessuali mosse contro Rajendra Kumar Pachauri, al momento Presidente dell'IPCC, da un suo collaboratore in India, accuse che portarono Pachauri a dimettersi dalla sua carica nell'IPCC il 24 febbraio 2015, Gizouli fu nominato Presidente ad interim dell'IPCC, fino alle prossime elezioni alla carica, durante la sessione plenaria dell'Istituto prevista per l'ottobre 2015.

## Pubblicazioni di Ismail El Gizouli
(in lingua inglese, salvo diverso avviso)
- Merits of Industrial Investment Act, Industrial Research Institute, Karthoum, 1975[3]
- Energy Supply Management in Sudan, UN, 1983
- Rural, Urban Household Energy Interrelation (Case of Sudan), Zed Books England, AFREPREN Series, 1988
- Towards an Energy Conservation Policy in Sudan, Karthoum, 1992
- Future Energy Requirements in Industry, Transport & Tertiary Sectors in Southern & Eastern African Subregion, African Energy Project, African Development Bank, 1994
- Energy Utilities and Institution in Africa, Zed Books England, AFREPREN Series, 1996
- Pricing, Taxation and Financing of Energy Sector Institutions in Sudan, African Energy Project, African Development Bank, 1994
- Climate Change, Facts & Figures, Karthoum, 1998